# K.K. Partizan 1954
Questa pagina raccoglie le informazioni riguardanti il Košarkaški klub Partizan nelle competizioni ufficiali della stagione 1954.

## Roster
| N° | Naz.                  | Ruolo | Sportivo              |  | Alt. |  |
| -- | --------------------- | ----- | --------------------- |  | ---- |  |
|    | Jugoslavia (bandiera) |       | Milan Blagojević      |  |      |  |
|    | Jugoslavia (bandiera) |       | Mirko Marjanović      |  |      |  |
|    | Jugoslavia (bandiera) |       | Ivan Jovanović        |  |      |  |
|    | Jugoslavia (bandiera) |       | Lajoš Engler          |  |      |  |
|    | Jugoslavia (bandiera) |       | Ljubo Lučić           |  |      |  |
|    | Jugoslavia (bandiera) |       | Čedomir Stojičević    |  |      |  |
|    | Jugoslavia (bandiera) |       | Đorđe Lazić           |  |      |  |
|    | Jugoslavia (bandiera) |       | Bogdan Dimitrijević   |  |      |  |
|    | Jugoslavia (bandiera) |       | Selimir Mehmedbegović |  |      |  |
|    | Jugoslavia (bandiera) |       | Milan Ostojić         |  |      |  |
|    | Jugoslavia (bandiera) |       | Andrija Frimerman     |  |      |  |
|    | Jugoslavia (bandiera) |       | Božidar Munćan        |  |      |  |
|    | Jugoslavia (bandiera) |       | Danilo Šijačić        |  |      |  |
|    | Jugoslavia (bandiera) |       | Ivan Štajnberger      |  |      |  |
|    | Jugoslavia (bandiera) | All.  | Miodrag Stefanović    |  |      |  |